# ترکیب تیم‌های جام جهانی فوتبال ۱۹۶۶
این مقاله فهرستی از ترکیب تیم‌های ملی فوتبال در جام جهانی فوتبال ۱۹۶۶ است که از ۱۱–۳۰ ژوئن در کشور انگلستان برگزار شده‌است.

## گروه ۱

### انگلستان
سرمربی: آلف رمزی
| شماره | جایگاه    | بازیکن             | تاریخ تولد/سن            | بازی‌های ملی | باشگاه                           |
| ----- | --------- | ------------------ | ------------------------ | ----------- | -------------------------------- |
| 1     | دروازه‌بان | گوردون بنکس        | ۳۰ دسامبر ۱۹۳۷ (۲۸ سال)  | 27          | باشگاه فوتبال لستر سیتی          |
| 2     | مدافع     | جرج کوهن           | ۲۲ اکتبر ۱۹۳۹ (۲۶ سال)   | 24          | باشگاه فوتبال فولام              |
| 3     | مدافع     | ری ویلسون          | ۱۷ دسامبر ۱۹۳۴ (۳۱ سال)  | 45          | باشگاه فوتبال اورتون             |
| 4     | هافبک     | نوبی استایلز       | ۱۸ مه ۱۹۴۲ (۲۴ سال)      | 14          | باشگاه فوتبال منچستر یونایتد     |
| 5     | مدافع     | جک چارلتون         | ۸ مه ۱۹۳۵ (۳۱ سال)       | 16          | باشگاه فوتبال لیدز یونایتد       |
| 6     | مدافع     | بابی مور (کاپیتان) | ۱۲ آوریل ۱۹۴۱ (۲۵ سال)   | 41          | باشگاه فوتبال وستهام یونایتد     |
| 7     | هافبک     | آلن جیمز بال       | ۱۲ مه ۱۹۴۵ (۲۱ سال)      | 10          | باشگاه فوتبال بلکپول             |
| 8     | مهاجم     | جیمی گریوس         | ۲۰ فوریه ۱۹۴۰ (۲۶ سال)   | 51          | باشگاه فوتبال تاتنهام هاتسپر     |
| 9     | هافبک     | بابی چارلتون       | ۱۱ اکتبر ۱۹۳۷ (۲۸ سال)   | 68          | باشگاه فوتبال منچستر یونایتد     |
| 10    | مهاجم     | جف هرست            | ۸ دسامبر ۱۹۴۱ (۲۴ سال)   | 5           | باشگاه فوتبال وستهام یونایتد     |
| 11    | مهاجم     | جان کانلی          | ۱۸ ژوئیه ۱۹۳۸ (۲۷ سال)   | 19          | باشگاه فوتبال منچستر یونایتد     |
| 12    | دروازه‌بان | رون اسپرینگت       | ۲۲ ژوئیه ۱۹۳۵ (۳۰ سال)   | 33          | باشگاه فوتبال شفیلد ونزدی        |
| 13    | دروازه‌بان | پیتر بونتی         | ۲۷ سپتامبر ۱۹۴۱ (۲۴ سال) | 1           | باشگاه فوتبال چلسی               |
| 14    | مدافع     | جیمی آرمفیلد       | ۲۱ سپتامبر ۱۹۳۵ (۳۰ سال) | 43          | باشگاه فوتبال بلکپول             |
| 15    | مدافع     | گری بایرن          | ۲۹ اوت ۱۹۳۸ (۲۷ سال)     | 2           | باشگاه فوتبال لیورپول            |
| 16    | هافبک     | مارتین پیترز       | ۸ نوامبر ۱۹۴۳ (۲۲ سال)   | 3           | باشگاه فوتبال وستهام یونایتد     |
| 17    | هافبک     | رون فلاور          | ۲۸ ژوئیه ۱۹۳۴ (۳۱ سال)   | 49          | باشگاه فوتبال ولورهمپتون واندررز |
| 18    | مدافع     | نورمن هانتر        | ۲۹ اکتبر ۱۹۴۳ (۲۲ سال)   | 4           | باشگاه فوتبال لیدز یونایتد       |
| 19    | مهاجم     | تری پاین           | ۲۳ مارس ۱۹۳۹ (۲۷ سال)    | 18          | باشگاه فوتبال ساوت‌همپتون         |
| 20    | هافبک     | ایان کلهن          | ۱۰ آوریل ۱۹۴۲ (۲۴ سال)   | 1           | باشگاه فوتبال لیورپول            |
| 21    | مهاجم     | راجر هانت          | ۲۰ ژوئیه ۱۹۳۸ (۲۷ سال)   | 13          | باشگاه فوتبال لیورپول            |
| 22    | هافبک     | جرج استهام         | ۲۳ سپتامبر ۱۹۳۶ (۲۹ سال) | 19          | باشگاه فوتبال آرسنال             |

### فرانسه
سرمربی: آنری گرا
| شماره | جایگاه    | بازیکن                 | تاریخ تولد/سن           | بازی‌های ملی | باشگاه                    |
| ----- | --------- | ---------------------- | ----------------------- | ----------- | ------------------------- |
| 1     | دروازه‌بان | مارسل اوبور            | ۱۷ ژوئن ۱۹۴۰ (۲۶ سال)   | 11          | باشگاه فوتبال المپیک لیون |
| 2     | مدافع     | مارسل آرتلسا (کاپیتان) | ۲ ژوئیه ۱۹۳۸ (۲۸ سال)   | 17          | باشگاه فوتبال آاس موناکو  |
| 3     | مهاجم     | ادمون باراف            | ۱۹ اکتبر ۱۹۴۲ (۲۳ سال)  | 3           | Toulouse                  |
| 4     | هافبک     | ژوزف بونل              | ۴ ژانویه ۱۹۳۹ (۲۷ سال)  | 18          | باشگاه فوتبال والنسین     |
| 5     | مدافع     | برنارد بوسکیر          | ۱۹ ژوئن ۱۹۴۲ (۲۴ سال)   | 9           | باشگاه فوتبال سوشو        |
| 6     | مدافع     | رابرت بودزینسکی        | ۲۱ مه ۱۹۴۰ (۲۶ سال)     | 4           | باشگاه فوتبال نانت        |
| 7     | مدافع     | آندره چوردا            | ۲۰ فوریه ۱۹۳۸ (۲۸ سال)  | 20          | باشگاه فوتبال بوردو       |
| 8     | مهاجم     | نستور کومبا            | ۲۹ دسامبر ۱۹۴۰ (۲۵ سال) | 6           | باشگاه فوتبال وارزه       |
| 9     | مهاجم     | دیدیه کوئکو            | ۲۵ ژوئیه ۱۹۴۴ (۲۱ سال)  | 0           | باشگاه فوتبال بوردو       |
| 10    | مدافع     | اکتور ده بوروا         | ۲۳ ژوئیه ۱۹۳۴ (۳۱ سال)  | 2           | باشگاه فوتبال بوردو       |
| 11    | مدافع     | گابریل ده میشل         | ۶ مارس ۱۹۴۱ (۲۵ سال)    | 0           | باشگاه فوتبال نانت        |
| 12    | مدافع     | ژان جورکائف            | ۲۷ اکتبر ۱۹۳۹ (۲۶ سال)  | 7           | باشگاه فوتبال المپیک لیون |
| 13    | مهاجم     | فیلیپه گوندت           | ۱۷ مه ۱۹۴۲ (۲۴ سال)     | 5           | باشگاه فوتبال نانت        |
| 14    | مهاجم     | ژرار اوسه              | ۱۸ مارس ۱۹۳۹ (۲۷ سال)   | 9           | باشگاه فوتبال استراسبورگ  |
| 15    | هافبک     | ایو اربر               | ۱۷ اوت ۱۹۴۵ (۲۰ سال)    | 4           | باشگاه فوتبال سدان        |
| 16    | هافبک     | روبر هربین             | ۳۰ مارس ۱۹۳۹ (۲۷ سال)   | 17          | باشگاه فوتبال سن-اتین     |
| 17    | هافبک     | لوسیان مولر            | ۳ سپتامبر ۱۹۳۴ (۳۱ سال) | 16          | باشگاه فوتبال بارسلونا    |
| 18    | مدافع     | ژان-کلود پیومی         | ۲۷ مه ۱۹۴۰ (۲۶ سال)     | 2           | باشگاه فوتبال والنسین     |
| 19    | مهاجم     | لوران روبوشی           | ۵ اکتبر ۱۹۳۵ (۳۰ سال)   | 4           | باشگاه فوتبال بوردو       |
| 20    | هافبک     | ژاک سیمون              | ۲۵ مارس ۱۹۴۱ (۲۵ سال)   | 5           | باشگاه فوتبال نانت        |
| 21    | دروازه‌بان | ژرژ کارنوس             | ۱۳ اوت ۱۹۴۲ (۲۳ سال)    | 1           | Stade Français            |
| 22    | دروازه‌بان | جانی شوت               | ۷ دسامبر ۱۹۴۱ (۲۴ سال)  | 0           | باشگاه فوتبال استراسبورگ  |

### مکزیک
سرمربی: ایگناسیو تریس
| شماره | جایگاه    | بازیکن                    | تاریخ تولد/سن            | بازی‌های ملی | باشگاه                             |
| ----- | --------- | ------------------------- | ------------------------ | ----------- | ---------------------------------- |
| 1     | دروازه‌بان | آنتونیو کارباخال          | ۷ ژوئن ۱۹۲۹ (۳۷ سال)     | 46          | باشگاه فوتبال لئون                 |
| 2     | مدافع     | آرتورو چایرس              | ۱۴ مارس ۱۹۳۷ (۲۹ سال)    | 19          | باشگاه فوتبال گوادالاخارا          |
| 3     | مدافع     | گوستاوو پنیا (کاپیتان)    | ۲۲ نوامبر ۱۹۴۱ (۲۴ سال)  | 24          | Oro                                |
| 4     | مدافع     | خسوس دل مورو              | ۳۰ نوامبر ۱۹۳۷ (۲۸ سال)  | 29          | Veracruz                           |
| 5     | مدافع     | ایگناسیو خاورگی           | ۳۱ ژوئیه ۱۹۳۸ (۲۷ سال)   | 28          | باشگاه فوتبال مونتری               |
| 6     | هافبک     | ایسیدور دیاس              | ۱۴ مارس ۱۹۴۰ (۲۶ سال)    | 34          | باشگاه فوتبال گوادالاخارا          |
| 7     | هافبک     | فلیپه رووالکابا           | ۱۶ فوریه ۱۹۴۱ (۲۵ سال)   | 21          | Oro                                |
| 8     | مهاجم     | آرون پادیا گیتیرس         | ۱۰ ژوئیه ۱۹۴۲ (۲۴ سال)   | 16          | باشگاه فوتبال اونیورسیداد ناسیونال |
| 9     | مهاجم     | ارنستو سیسنروس            | ۲۶ اکتبر ۱۹۴۰ (۲۵ سال)   | 14          | باشگاه فوتبال اطلس                 |
| 10    | مهاجم     | خاویر فراگوسو             | ۱۹ آوریل ۱۹۴۲ (۲۴ سال)   | 13          | باشگاه فوتبال آمریکا               |
| 11    | مهاجم     | فرانسیسکو خارا            | ۳ فوریه ۱۹۴۱ (۲۵ سال)    | 6           | باشگاه فوتبال گوادالاخارا          |
| 12    | دروازه‌بان | ایگناسیو کالدرون          | ۱۳ دسامبر ۱۹۴۳ (۲۲ سال)  | 14          | باشگاه فوتبال گوادالاخارا          |
| 13    | هافبک     | خوسه لوئیس گونسالس داویلا | ۱۴ سپتامبر ۱۹۴۲ (۲۳ سال) | 7           | Necaxa                             |
| 14    | مدافع     | گابریل نونیس              | ۶ فوریه ۱۹۴۲ (۲۴ سال)    | 6           | Zacatepec                          |
| 15    | مدافع     | گیرمو ارناندس             | ۲۵ ژوئن ۱۹۴۲ (۲۴ سال)    | 5           | باشگاه فوتبال اطلس                 |
| 16    | هافبک     | لوئیس رگیرو               | ۲۲ دسامبر ۱۹۴۳ (۲۲ سال)  | 1           | باشگاه فوتبال اونیورسیداد ناسیونال |
| 17    | هافبک     | ماگدالنو مرکادو           | ۴ آوریل ۱۹۴۴ (۲۲ سال)    | 4           | باشگاه فوتبال اطلس                 |
| 18    | هافبک     | الیاس مونیوس              | ۳ نوامبر ۱۹۴۱ (۲۴ سال)   | 3           | باشگاه فوتبال اونیورسیداد ناسیونال |
| 19    | مهاجم     | سالوادور ریس مونتئون      | ۲۰ سپتامبر ۱۹۳۶ (۲۹ سال) | 46          | باشگاه فوتبال گوادالاخارا          |
| 20    | مهاجم     | انریکه بورخا              | ۲۰ دسامبر ۱۹۴۵ (۲۰ سال)  | 1           | باشگاه فوتبال اونیورسیداد ناسیونال |
| 21    | مهاجم     | رامیرو ناوارو             | ۲۵ مه ۱۹۴۳ (۲۳ سال)      | 4           | Oro                                |
| 22    | دروازه‌بان | خاویر وارگاس              | ۲۲ نوامبر ۱۹۴۱ (۲۴ سال)  | 2           | باشگاه فوتبال اطلس                 |

### اروگوئه
سرمربی: اوندینو ویرا
| شماره | جایگاه    | بازیکن                  | تاریخ تولد/سن           | بازی‌های ملی | باشگاه                 |
| ----- | --------- | ----------------------- | ----------------------- | ----------- | ---------------------- |
| 1     | دروازه‌بان | لادیسلائو مازورکیویش    | ۱۴ فوریه ۱۹۴۵ (۲۱ سال)  | 5           | باشگاه فوتبال پنیارول  |
| 2     | مدافع     | اوراسیو تروچه (کاپیتان) | ۱۴ فوریه ۱۹۳۶ (۳۰ سال)  | 24          | باشگاه فوتبال سرو      |
| 3     | مدافع     | خورخه مانیسرا           | ۴ نوامبر ۱۹۳۸ (۲۷ سال)  | 15          | باشگاه فوتبال ناسیونال |
| 4     | هافبک     | پابلو فورلان            | ۱۴ ژوئیه ۱۹۴۵ (۲۰ سال)  | 2           | باشگاه فوتبال پنیارول  |
| 5     | مدافع     | نستور چونتسالوس         | ۲۷ آوریل ۱۹۳۶ (۳۰ سال)  | 37          | باشگاه فوتبال پنیارول  |
| 6     | هافبک     | عمر کائتانو             | ۸ نوامبر ۱۹۳۸ (۲۷ سال)  | 12          | باشگاه فوتبال پنیارول  |
| 7     | هافبک     | خولیو سزار کورتس        | ۲۹ مارس ۱۹۴۱ (۲۵ سال)   | 11          | باشگاه فوتبال پنیارول  |
| 8     | مهاجم     | خوسه اوروسمندی          | ۲۵ اوت ۱۹۴۴ (۲۱ سال)    | 12          | باشگاه فوتبال ناسیونال |
| 9     | مهاجم     | خوزه ساسیا              | ۲۷ دسامبر ۱۹۳۳ (۳۲ سال) | 41          | باشگاه ورزشی دفنسور    |
| 10    | مهاجم     | پدرو روچا               | ۳ دسامبر ۱۹۴۲ (۲۳ سال)  | 20          | باشگاه فوتبال پنیارول  |
| 11    | مهاجم     | دومینگو پرس             | ۷ ژوئن ۱۹۳۶ (۳۰ سال)    | 20          | باشگاه فوتبال ناسیونال |
| 12    | دروازه‌بان | روبرتو سوسا             | ۱۴ ژوئن ۱۹۳۵ (۳۱ سال)   | 19          | باشگاه فوتبال ناسیونال |
| 13    | مدافع     | نلسون دیاس              | ۱۲ ژانویه ۱۹۴۲ (۲۴ سال) | 8           | باشگاه فوتبال پنیارول  |
| 14    | مدافع     | امیلیو آلوارس           | ۱۰ فوریه ۱۹۳۹ (۲۷ سال)  | 15          | باشگاه فوتبال ناسیونال |
| 15    | مدافع     | لوئیس اوبینیا           | ۷ ژوئن ۱۹۴۰ (۲۶ سال)    | 4           | Rampla Juniors         |
| 16    | مدافع     | الیسئو آلوارز           | ۹ اوت ۱۹۴۰ (۲۵ سال)     | 6           | Rampla Juniors         |
| 17    | هافبک     | هکتور سالوا             | ۲۷ نوامبر ۱۹۳۹ (۲۶ سال) | 6           | باشگاه فوتبال دانوبیو  |
| 18    | مهاجم     | میلتون ویرا             | ۱۱ مه ۱۹۴۶ (۲۰ سال)     | 2           | باشگاه فوتبال ناسیونال |
| 19    | هافبک     | اکتور سیلوا             | ۱ فوریه ۱۹۴۰ (۲۶ سال)   | 18          | باشگاه فوتبال پنیارول  |
| 20    | مدافع     | لوئیس راموس             | ۹ اکتبر ۱۹۳۹ (۲۶ سال)   | 2           | باشگاه فوتبال ناسیونال |
| 21    | هافبک     | ویکتور اسپاراگو         | ۶ اکتبر ۱۹۴۴ (۲۱ سال)   | 6           | باشگاه فوتبال ناسیونال |
| 22    | دروازه‌بان | والتر تایبو             | ۷ مارس ۱۹۳۱ (۳۵ سال)    | 31          | باشگاه فوتبال پنیارول  |

## گروه ۲

### آرژانتین
سرمربی: خوان کارلوس لورنزو
| شماره | جایگاه    | بازیکن                  | تاریخ تولد/سن            | بازی‌های ملی | باشگاه                         |
| ----- | --------- | ----------------------- | ------------------------ | ----------- | ------------------------------ |
| 1     | دروازه‌بان | آنتونیو روما            | ۱۳ ژوئیه ۱۹۳۲ (۳۳ سال)   | 33          | باشگاه فوتبال بوکا جونیورز     |
| 2     | دروازه‌بان | رولاندو ایروستا         | ۲۷ مارس ۱۹۳۸ (۲۸ سال)    | 0           | باشگاه فوتبال لانوس            |
| 3     | دروازه‌بان | اوگو گاتی               | ۱۹ اوت ۱۹۴۴ (۲۱ سال)     | 0           | باشگاه فوتبال ریور پلاته       |
| 4     | مدافع     | روبرتو پرفومو           | ۳ اکتبر ۱۹۴۲ (۲۳ سال)    | 4           | باشگاه فوتبال راسینگ           |
| 5     | هافبک     | خوزه واراکا             | ۲۷ مه ۱۹۳۲ (۳۴ سال)      | 26          | باشگاه ورزشی سن لورنسو آلماگرو |
| 6     | هافبک     | اسکار کالیکس            | ۱۸ نوامبر ۱۹۳۹ (۲۶ سال)  | 0           | باشگاه ورزشی سن لورنسو آلماگرو |
| 7     | مدافع     | سیلویو مارسولینی        | ۴ اکتبر ۱۹۴۰ (۲۵ سال)    | 13          | باشگاه فوتبال بوکا جونیورز     |
| 8     | مدافع     | روبرتو فریرو            | ۲۵ آوریل ۱۹۳۵ (۳۱ سال)   | 15          | باشگاه فوتبال ایندپندینته      |
| 9     | هافبک     | کارملو سیمئونه          | ۲۲ سپتامبر ۱۹۳۴ (۳۱ سال) | 21          | باشگاه فوتبال بوکا جونیورز     |
| 10    | هافبک     | آنتونیو راتین (کاپیتان) | ۱۶ مه ۱۹۳۷ (۲۹ سال)      | 26          | باشگاه فوتبال بوکا جونیورز     |
| 11    | هافبک     | خوزه عمر پاستوریزا      | ۲۳ مه ۱۹۴۲ (۲۴ سال)      | 0           | باشگاه فوتبال ایندپندینته      |
| 12    | هافبک     | رافائل آلبرشت           | ۲۳ اوت ۱۹۴۱ (۲۴ سال)     | 20          | باشگاه ورزشی سن لورنسو آلماگرو |
| 13    | مدافع     | نلسون لوپز              | ۲۴ ژوئن ۱۹۴۱ (۲۵ سال)    | 0           | باشگاه فوتبال بانفیلد          |
| 14    | مهاجم     | ماریو چالدو             | ۶ ژوئن ۱۹۴۲ (۲۴ سال)     | 5           | باشگاه ورزشی سن لورنسو آلماگرو |
| 15    | هافبک     | خورخه سولاری            | ۱۱ نوامبر ۱۹۴۱ (۲۴ سال)  | 1           | باشگاه فوتبال ریور پلاته       |
| 16    | مهاجم     | آلبرتو ماریو گونزالس    | ۲۱ اوت ۱۹۴۱ (۲۴ سال)     | 10          | باشگاه فوتبال بوکا جونیورز     |
| 17    | هافبک     | خوان کارلوس سارناری     | ۲۲ ژانویه ۱۹۴۲ (۲۴ سال)  | 0           | باشگاه فوتبال ریور پلاته       |
| 18    | مهاجم     | آلفردو روخاس            | ۲۰ فوریه ۱۹۳۷ (۲۹ سال)   | 11          | باشگاه فوتبال بوکا جونیورز     |
| 19    | مهاجم     | لوئیس آرتیمه            | ۲ دسامبر ۱۹۳۸ (۲۷ سال)   | 16          | باشگاه فوتبال ایندپندینته      |
| 20    | مهاجم     | ارمیندو اونگا           | ۳۰ آوریل ۱۹۴۰ (۲۶ سال)   | 24          | باشگاه فوتبال ریور پلاته       |
| 21    | مهاجم     | اسکار ماز               | ۲۹ اکتبر ۱۹۴۶ (۱۹ سال)   | 9           | باشگاه فوتبال ریور پلاته       |
| 22    | مهاجم     | آنیبال تارابینی         | ۴ اوت ۱۹۴۱ (۲۴ سال)      | 1           | باشگاه فوتبال ایندپندینته      |

### اسپانیا
سرمربی: خوسه ویالونگا یورنته
| شماره | جایگاه    | بازیکن                   | تاریخ تولد/سن            | بازی‌های ملی | باشگاه                       |
| ----- | --------- | ------------------------ | ------------------------ | ----------- | ---------------------------- |
| 1     | دروازه‌بان | خوزه آنخل ایریبار        | ۱ مارس ۱۹۴۳ (۲۳ سال)     | 9           | باشگاه فوتبال اتلتیک بیلبائو |
| 2     | مدافع     | مانوئل سانچز مارتینز     | ۲۶ مارس ۱۹۳۸ (۲۸ سال)    | 2           | باشگاه فوتبال رئال مادرید    |
| 3     | مدافع     | الادیو سیلوستر           | ۱۸ نوامبر ۱۹۴۰ (۲۵ سال)  | 1           | باشگاه فوتبال بارسلونا       |
| 4     | هافبک     | لوئیس دل سول             | ۶ آوریل ۱۹۳۵ (۳۱ سال)    | 14          | باشگاه فوتبال یوونتوس        |
| 5     | هافبک     | ایگناسیو زوکو            | ۳۱ ژوئیه ۱۹۳۹ (۲۶ سال)   | 19          | باشگاه فوتبال رئال مادرید    |
| 6     | هافبک     | خسوس گلاریا              | ۲ ژانویه ۱۹۴۲ (۲۴ سال)   | 7           | باشگاه فوتبال اتلتیکو مادرید |
| 7     | هافبک     | خوزه اوفارته             | ۱۷ مه ۱۹۴۱ (۲۵ سال)      | 6           | باشگاه فوتبال اتلتیکو مادرید |
| 8     | مهاجم     | آمانسیو آمارو            | ۱۶ اکتبر ۱۹۳۹ (۲۶ سال)   | 9           | باشگاه فوتبال رئال مادرید    |
| 9     | مهاجم     | مارسلینو مارتینز         | ۲۹ آوریل ۱۹۴۰ (۲۶ سال)   | 12          | باشگاه فوتبال رئال ساراگوسا  |
| 10    | مهاجم     | لوییس سوارز میرامونتس    | ۲ مه ۱۹۳۵ (۳۱ سال)       | 29          | باشگاه فوتبال اینتر میلان    |
| 11    | مهاجم     | فرانسیسکو خنتو (کاپیتان) | ۲۱ اکتبر ۱۹۳۳ (۳۲ سال)   | 36          | باشگاه فوتبال رئال مادرید    |
| 12    | دروازه‌بان | انتونیو بتانکورت         | ۱۳ مارس ۱۹۳۸ (۲۸ سال)    | 2           | باشگاه فوتبال رئال مادرید    |
| 13    | دروازه‌بان | میگل رینا                | ۲۴ ژانویه ۱۹۴۶ (۲۰ سال)  | 0           | باشگاه فوتبال کوردوبا        |
| 14    | مدافع     | فلیکیانو ریوییا          | ۲۱ اوت ۱۹۳۶ (۲۹ سال)     | 26          | باشگاه فوتبال اتلتیکو مادرید |
| 15    | مدافع     | سورینو ریخا              | ۲۵ نوامبر ۱۹۳۸ (۲۷ سال)  | 11          | باشگاه فوتبال رئال ساراگوسا  |
| 16    | مدافع     | فرران اولیبیا            | ۲۲ ژوئن ۱۹۳۶ (۳۰ سال)    | 18          | باشگاه فوتبال بارسلونا       |
| 17    | مدافع     | فرانسیسکو فرناندز        | ۴ مارس ۱۹۴۴ (۲۲ سال)     | 0           | باشگاه فوتبال بارسلونا       |
| 18    | هافبک     | خوزه مارتینز             | ۱۱ مارس ۱۹۴۵ (۲۱ سال)    | 0           | باشگاه فوتبال رئال مادرید    |
| 19    | هافبک     | جوزپ فوسته               | ۱۵ آوریل ۱۹۴۱ (۲۵ سال)   | 5           | باشگاه فوتبال بارسلونا       |
| 20    | هافبک     | خواکین پیرو              | ۲۹ ژانویه ۱۹۳۶ (۳۰ سال)  | 10          | باشگاه فوتبال اینتر میلان    |
| 21    | هافبک     | ادلاردو رودریگز          | ۲۶ سپتامبر ۱۹۳۹ (۲۶ سال) | 10          | باشگاه فوتبال اتلتیکو مادرید |
| 22    | مهاجم     | کارلوس لاپترا            | ۲۹ نوامبر ۱۹۳۸ (۲۷ سال)  | 12          | باشگاه فوتبال رئال ساراگوسا  |

### سوئیس
سرمربی:  آلفردو فونی
| شماره | جایگاه    | بازیکن                | تاریخ تولد/سن            | بازی‌های ملی | باشگاه                     |
| ----- | --------- | --------------------- | ------------------------ | ----------- | -------------------------- |
| 1     | دروازه‌بان | کارل السنر            | ۱۳ اوت ۱۹۳۴ (۳۱ سال)     | 32          | باشگاه فوتبال لوزان-اسپورت |
| 2     | مدافع     | ویلی آلمان            | ۱۰ ژوئن ۱۹۴۲ (۲۴ سال)    | 1           | Grenchen                   |
| 3     | مدافع     | کورت آرمبروستر        | ۱۶ سپتامبر ۱۹۳۴ (۳۱ سال) | 3           | باشگاه فوتبال لوزان-اسپورت |
| 4     | هافبک     | هاینتس بنی            | ۱۸ نوامبر ۱۹۳۶ (۲۹ سال)  | 7           | باشگاه فوتبال زوریخ        |
| 5     | مدافع     | رنه برودمان (کاپیتان) | ۲۵ اکتبر ۱۹۳۳ (۳۲ سال)   | 3           | باشگاه فوتبال زوریخ        |
| 6     | هافبک     | ریشارد دور            | ۱ دسامبر ۱۹۳۸ (۲۷ سال)   | 17          | باشگاه فوتبال لوزان-اسپورت |
| 7     | هافبک     | هانسروئدی فورر        | ۲۴ دسامبر ۱۹۳۷ (۲۸ سال)  | 6           | باشگاه ورزشی یانگ بویز     |
| 8     | هافبک     | ویتوره گوتاردی        | ۲۴ سپتامبر ۱۹۴۱ (۲۴ سال) | 0           | باشگاه فوتبال لوگانو       |
| 9     | هافبک     | آندره گروبتی          | ۲۲ ژوئن ۱۹۳۳ (۳۳ سال)    | 39          | باشگاه فوتبال لوزان-اسپورت |
| 10    | مهاجم     | روبرت هوسپ            | ۱۳ دسامبر ۱۹۳۹ (۲۶ سال)  | 11          | باشگاه فوتبال لوزان-اسپورت |
| 11    | مهاجم     | کوبی کون              | ۱۲ اکتبر ۱۹۴۳ (۲۲ سال)   | 18          | باشگاه فوتبال زوریخ        |
| 12    | دروازه‌بان | لئو آیشمان            | ۲۴ دسامبر ۱۹۳۶ (۲۹ سال)  | 1           | باشگاه فوتبال لشو دو فوند  |
| 13    | مهاجم     | فریتس کونتسلی         | ۸ ژانویه ۱۹۴۶ (۲۰ سال)   | 2           | باشگاه فوتبال زوریخ        |
| 14    | مدافع     | ورنر لایمخروبر        | ۲ سپتامبر ۱۹۳۴ (۳۱ سال)  | 9           | باشگاه فوتبال زوریخ        |
| 15    | هافبک     | کارل اودرمات          | ۱۷ دسامبر ۱۹۴۲ (۲۳ سال)  | 6           | باشگاه فوتبال بازل         |
| 16    | مهاجم     | رنه-پیر کانتن         | ۵ اوت ۱۹۴۳ (۲۲ سال)      | 7           | باشگاه فوتبال سیون         |
| 17    | مهاجم     | ژان-کلود شیندلهولتس   | ۱۱ اکتبر ۱۹۴۰ (۲۵ سال)   | 10          | باشگاه فوتبال سروت ۱۸۹۰    |
| 18    | مدافع     | هاینتس اشنایتر        | ۱۲ آوریل ۱۹۳۵ (۳۱ سال)   | 43          | باشگاه ورزشی یانگ بویز     |
| 19    | هافبک     | زاویه استیرلی         | ۲۹ اکتبر ۱۹۴۰ (۲۵ سال)   | 7           | باشگاه فوتبال زوریخ        |
| 20    | مدافع     | الی تاکلا             | ۲۵ مه ۱۹۳۶ (۳۰ سال)      | 26          | باشگاه فوتبال لوزان-اسپورت |
| 21    | هافبک     | ژرژ ویومیه            | ۲۱ سپتامبر ۱۹۴۴ (۲۱ سال) | 5           | باشگاه فوتبال لوزان-اسپورت |
| 22    | دروازه‌بان | ماریو پروسپری         | ۴ اوت ۱۹۴۵ (۲۰ سال)      | 3           | باشگاه فوتبال لوگانو       |

### آلمان غربی
سرمربی: هلموت شون
| شماره | جایگاه    | بازیکن              | تاریخ تولد/سن            | بازی‌های ملی | باشگاه                           |
| ----- | --------- | ------------------- | ------------------------ | ----------- | -------------------------------- |
| 1     | دروازه‌بان | هانس تیلکوفسکی      | ۱۲ ژوئیه ۱۹۳۵ (۳۰ سال)   | 32          | باشگاه فوتبال بروسیا دورتموند    |
| 2     | مدافع     | هورشت-دیتر هوتگس    | ۱۰ سپتامبر ۱۹۴۳ (۲۲ سال) | 13          | باشگاه ورزشی وردر برمن           |
| 3     | مدافع     | کارل-هاینتس شنلینگر | ۳۱ مارس ۱۹۳۹ (۲۷ سال)    | 31          | باشگاه فوتبال آ.ث. میلان         |
| 4     | هافبک     | فرانتس بکن‌باوئر     | ۱۱ سپتامبر ۱۹۴۵ (۲۰ سال) | 8           | باشگاه فوتبال بایرن مونیخ        |
| 5     | مدافع     | ویلی شولتس          | ۴ اکتبر ۱۹۳۸ (۲۷ سال)    | 31          | باشگاه فوتبال هامبورگ            |
| 6     | مدافع     | ولفگانگ وبر         | ۲۶ ژوئن ۱۹۴۴ (۲۲ سال)    | 12          | باشگاه فوتبال کلن                |
| 7     | هافبک     | آلبرت برولس         | ۲۶ مارس ۱۹۳۷ (۲۹ سال)    | 23          | باشگاه فوتبال برشا               |
| 8     | مهاجم     | هلموت هالر          | ۲۱ ژوئیه ۱۹۳۹ (۲۶ سال)   | 22          | باشگاه فوتبال بولونیا            |
| 9     | مهاجم     | اووه زلر (کاپیتان)  | ۵ نوامبر ۱۹۳۶ (۲۹ سال)   | 48          | باشگاه فوتبال هامبورگ            |
| 10    | مهاجم     | زیگفرید هلد         | ۷ اوت ۱۹۴۲ (۲۳ سال)      | 4           | باشگاه فوتبال بروسیا دورتموند    |
| 11    | مهاجم     | لوتار امریش         | ۲۹ نوامبر ۱۹۴۱ (۲۴ سال)  | 1           | باشگاه فوتبال بروسیا دورتموند    |
| 12    | هافبک     | ولفگانگ اویرات      | ۲۹ سپتامبر ۱۹۴۳ (۲۲ سال) | 16          | باشگاه فوتبال کلن                |
| 13    | مهاجم     | هاینتس هورنیگ       | ۲۸ سپتامبر ۱۹۳۷ (۲۸ سال) | 7           | باشگاه فوتبال کلن                |
| 14    | مدافع     | فریدل لوتس          | ۲۱ ژانویه ۱۹۳۹ (۲۷ سال)  | 11          | باشگاه فوتبال آینتراخت فرانکفورت |
| 15    | مدافع     | برند پاتسکه         | ۱۴ مارس ۱۹۴۳ (۲۳ سال)    | 2           | باشگاه فوتبال مونیخ ۱۸۶۰         |
| 16    | هافبک     | ماکس لورنتس         | ۱۹ اوت ۱۹۳۹ (۲۶ سال)     | 7           | باشگاه ورزشی وردر برمن           |
| 17    | مدافع     | ولفگانگ پاول        | ۲۵ ژانویه ۱۹۴۰ (۲۶ سال)  | 0           | باشگاه فوتبال بروسیا دورتموند    |
| 18    | مدافع     | کلاوس-دیتر زیلوف    | ۲۷ فوریه ۱۹۴۲ (۲۴ سال)   | 8           | باشگاه فوتبال اشتوتگارت          |
| 19    | مهاجم     | ورنر کرمر           | ۲۳ ژانویه ۱۹۴۰ (۲۶ سال)  | 11          | باشگاه فوتبال دویسبورگ           |
| 20    | مهاجم     | یورگن گرابوفسکی     | ۷ ژوئیه ۱۹۴۴ (۲۲ سال)    | 3           | باشگاه فوتبال آینتراخت فرانکفورت |
| 21    | دروازه‌بان | گونتر برنارد        | ۴ نوامبر ۱۹۳۹ (۲۶ سال)   | 4           | باشگاه ورزشی وردر برمن           |
| 22    | دروازه‌بان | سپ مایر             | ۲۸ فوریه ۱۹۴۴ (۲۲ سال)   | 1           | باشگاه فوتبال بایرن مونیخ        |

## گروه ۳

### برزیل
سرمربی: ویسنته فئولا
| شماره | جایگاه    | بازیکن                    | تاریخ تولد/سن            | بازی‌های ملی | باشگاه                    |
| ----- | --------- | ------------------------- | ------------------------ | ----------- | ------------------------- |
| 1     | دروازه‌بان | ژیلمار                    | ۲۲ اوت ۱۹۳۰ (۳۵ سال)     | 90          | باشگاه فوتبال سانتوس      |
| 2     | مدافع     | دیژالما سانتوس            | ۲۷ فوریه ۱۹۲۹ (۳۷ سال)   | 95          | باشگاه فوتبال پالمیراس    |
| 3     | مدافع     | فیدلیس                    | ۱۳ مارس ۱۹۴۴ (۲۲ سال)    | 6           | باشگاه ورزشی بانگو        |
| 4     | مدافع     | هیلدرالدو بلینی (کاپیتان) | ۷ ژوئن ۱۹۳۰ (۳۶ سال)     | 49          | باشگاه فوتبال سائو پائولو |
| 5     | مدافع     | هرکولس بریتو رواس         | ۹ اوت ۱۹۳۹ (۲۶ سال)      | 8           | باشگاه ورزشی واسکو دوگاما |
| 6     | مدافع     | آلتایر                    | ۲۱ ژانویه ۱۹۳۸ (۲۸ سال)  | 16          | باشگاه فوتبال فلومیننزه   |
| 7     | مدافع     | اورلاندو پیساینا          | ۲۰ سپتامبر ۱۹۳۵ (۳۰ سال) | 29          | باشگاه فوتبال سانتوس      |
| 8     | مدافع     | پائولو انریکه             | ۵ ژانویه ۱۹۴۳ (۲۳ سال)   | 7           | باشگاه فوتبال فلامینگو    |
| 9     | مدافع     | ریلدو دا کوستا مندز       | ۲۳ ژانویه ۱۹۴۲ (۲۴ سال)  | 19          | باشگاه فوتبال بوتافوگو    |
| 10    | مهاجم     | پله                       | ۲۳ اکتبر ۱۹۴۰ (۲۵ سال)   | 57          | باشگاه فوتبال سانتوس      |
| 11    | هافبک     | ژرسون                     | ۱۱ ژانویه ۱۹۴۱ (۲۵ سال)  | 21          | باشگاه فوتبال بوتافوگو    |
| 12    | دروازه‌بان | مانگا                     | ۲۶ آوریل ۱۹۳۷ (۲۹ سال)   | 11          | باشگاه فوتبال بوتافوگو    |
| 13    | هافبک     | دنیلسون کوستودیو ماشادو   | ۲۸ مارس ۱۹۴۳ (۲۳ سال)    | 4           | باشگاه فوتبال فلومیننزه   |
| 14    | هافبک     | لیما                      | ۱۸ ژانویه ۱۹۴۲ (۲۴ سال)  | 12          | باشگاه فوتبال سانتوس      |
| 15    | هافبک     | زیتو                      | ۱۸ اوت ۱۹۳۲ (۳۳ سال)     | 46          | باشگاه فوتبال سانتوس      |
| 16    | مهاجم     | گارینشا                   | ۲۸ اکتبر ۱۹۳۳ (۳۲ سال)   | 48          | باشگاه فوتبال کورینتیانس  |
| 17    | هافبک     | جرزینیو                   | ۲۵ دسامبر ۱۹۴۴ (۲۱ سال)  | 14          | باشگاه فوتبال بوتافوگو    |
| 18    | مهاجم     | آلسیندو                   | ۱۶ دسامبر ۱۹۴۵ (۲۰ سال)  | 4           | باشگاه فوتبال گرمیو       |
| 19    | مهاجم     | سیلوا باتوتا              | ۲ ژانویه ۱۹۴۰ (۲۶ سال)   | 5           | باشگاه فوتبال فلامینگو    |
| 20    | هافبک     | توستائو                   | ۲۵ ژانویه ۱۹۴۷ (۱۹ سال)  | 6           | باشگاه ورزشی کروزیرو      |
| 21    | مهاجم     | پارانا                    | ۲۱ مارس ۱۹۴۲ (۲۴ سال)    | 8           | باشگاه فوتبال سائو پائولو |
| 22    | مهاجم     | ادو                       | ۶ اوت ۱۹۴۹ (۱۶ سال)      | 5           | باشگاه فوتبال سانتوس      |

### بلغارستان
سرمربی:  رودولف ویتلاچیل
| شماره | جایگاه    | بازیکن                   | تاریخ تولد/سن            | بازی‌های ملی | باشگاه                        |
| ----- | --------- | ------------------------ | ------------------------ | ----------- | ----------------------------- |
| 1     | دروازه‌بان | گئورگی نایدنوف           | ۲۱ دسامبر ۱۹۳۱ (۳۴ سال)  | 49          | باشگاه فوتبال زسکا صوفیه      |
| 2     | مدافع     | الکساندر شالامانوف       | ۴ سپتامبر ۱۹۴۱ (۲۴ سال)  | 13          | Slavia Sofia                  |
| 3     | مدافع     | ایوان وتسوف              | ۱۴ دسامبر ۱۹۳۹ (۲۶ سال)  | 21          | باشگاه فوتبال لفسکی صوفیه     |
| 4     | مدافع     | بوریس گاگانلوف (کاپیتان) | ۷ اکتبر ۱۹۴۱ (۲۴ سال)    | 23          | باشگاه فوتبال زسکا صوفیه      |
| 5     | مدافع     | دیمیتار پنف              | ۱۲ ژوئیه ۱۹۴۵ (۲۰ سال)   | 17          | باشگاه فوتبال زسکا صوفیه      |
| 6     | مدافع     | دوبرومیر ژچیف            | ۱۲ نوامبر ۱۹۴۲ (۲۳ سال)  | 13          | Spartak Sofia                 |
| 7     | هافبک     | دینکو درمندژیف           | ۲ ژوئن ۱۹۴۱ (۲۵ سال)     | 6           | باشگاه فوتبال بوتو پلوودیو    |
| 8     | هافبک     | استویان کیتوف            | ۲۷ اوت ۱۹۳۸ (۲۷ سال)     | 20          | Spartak Sofia                 |
| 9     | مهاجم     | گئورگی آسپاروخوف         | ۴ مه ۱۹۴۳ (۲۳ سال)       | 25          | باشگاه فوتبال لفسکی صوفیه     |
| 10    | مهاجم     | پیتر ژخوف                | ۱۰ اکتبر ۱۹۴۴ (۲۱ سال)   | 5           | Beroe Stara Zagora            |
| 11    | مهاجم     | ایوان پتکوف کولیف        | ۱ نوامبر ۱۹۳۰ (۳۵ سال)   | 73          | باشگاه فوتبال زسکا صوفیه      |
| 12    | هافبک     | واسیل متودیف             | ۶ ژانویه ۱۹۳۵ (۳۱ سال)   | 17          | باشگاه فوتبال لوکوموتیو صوفیه |
| 13    | مهاجم     | دیمیتار یاکیموف          | ۱۲ اوت ۱۹۴۱ (۲۴ سال)     | 35          | باشگاه فوتبال زسکا صوفیه      |
| 14    | مهاجم     | نیکولا کوتکوف            | ۹ دسامبر ۱۹۳۸ (۲۷ سال)   | 20          | باشگاه فوتبال لوکوموتیو صوفیه |
| 15    | مدافع     | دیمیتار لارگوف           | ۱۰ سپتامبر ۱۹۳۶ (۲۹ سال) | 19          | Slavia Sofia                  |
| 16    | مهاجم     | آلکساندر کوستوف          | ۵ مارس ۱۹۳۸ (۲۸ سال)     | 7           | باشگاه فوتبال لفسکی صوفیه     |
| 17    | مهاجم     | استفان آبادژیف           | ۳ ژوئیه ۱۹۳۴ (۳۲ سال)    | 27          | باشگاه فوتبال لفسکی صوفیه     |
| 18    | هافبک     | اوگنی یانچوفسکی          | ۵ سپتامبر ۱۹۳۹ (۲۶ سال)  | 9           | Beroe Stara Zagora            |
| 19    | مدافع     | ویدین آپوستولوف          | ۱۷ اکتبر ۱۹۴۱ (۲۴ سال)   | 14          | باشگاه فوتبال بوتو پلوودیو    |
| 20    | هافبک     | ایوان داویدف             | ۵ اکتبر ۱۹۴۳ (۲۲ سال)    | 1           | Slavia Sofia                  |
| 21    | دروازه‌بان | سیمئون سیمئونوف          | ۲۶ آوریل ۱۹۴۶ (۲۰ سال)   | 4           | Slavia Sofia                  |
| 22    | دروازه‌بان | ایوان دیانوف             | ۱۶ دسامبر ۱۹۳۷ (۲۸ سال)  | 9           | باشگاه فوتبال لوکوموتیو صوفیه |

### مجارستان
سرمربی: لایوش باروتی
| شماره | جایگاه    | بازیکن               | تاریخ تولد/سن            | بازی‌های ملی | باشگاه                       |
| ----- | --------- | -------------------- | ------------------------ | ----------- | ---------------------------- |
| 1     | دروازه‌بان | آنتال سنتمیهایی      | ۱۳ ژوئن ۱۹۳۹ (۲۷ سال)    | 20          | باشگاه فوتبال اویپشت         |
| 2     | مدافع     | بنو کاپوستا          | ۷ ژوئن ۱۹۴۲ (۲۴ سال)     | 3           | باشگاه فوتبال اویپشت         |
| 3     | مدافع     | شاندور ماترایی       | ۲۰ نوامبر ۱۹۳۲ (۳۳ سال)  | 71          | باشگاه فوتبال فرنتس‌واروش     |
| 4     | مدافع     | کالمان شوواری        | ۲۱ دسامبر ۱۹۴۰ (۲۵ سال)  | 16          | باشگاه فوتبال اویپشت         |
| 5     | مدافع     | کالمان مسوی          | ۱۶ ژوئیه ۱۹۴۱ (۲۴ سال)   | 37          | باشگاه ورزشی واشاش           |
| 6     | هافبک     | فرنس سیپوس (کاپیتان) | ۱۳ دسامبر ۱۹۳۲ (۳۳ سال)  | 71          | باشگاه فوتبال بوداپست هونود  |
| 7     | مهاجم     | فرنک بنه             | ۱۷ دسامبر ۱۹۴۴ (۲۱ سال)  | 17          | باشگاه فوتبال اویپشت         |
| 8     | هافبک     | زولتان وارگا         | ۱ ژانویه ۱۹۴۵ (۲۱ سال)   | 3           | باشگاه فوتبال فرنتس‌واروش     |
| 9     | مهاجم     | فلوریان آلبرت        | ۱۵ سپتامبر ۱۹۴۱ (۲۴ سال) | 51          | باشگاه فوتبال فرنتس‌واروش     |
| 10    | مهاجم     | یانوش فارکاش         | ۲۷ مارس ۱۹۴۲ (۲۴ سال)    | 13          | باشگاه ورزشی واشاش           |
| 11    | هافبک     | دیولا راکوسی         | ۹ اکتبر ۱۹۳۸ (۲۷ سال)    | 27          | باشگاه فوتبال فرنتس‌واروش     |
| 12    | مهاجم     | ماته فنیوشی          | ۲۰ سپتامبر ۱۹۳۳ (۳۲ سال) | 76          | باشگاه فوتبال فرنتس‌واروش     |
| 13    | هافبک     | ایمره ماتس           | ۲۵ مارس ۱۹۳۷ (۲۹ سال)    | 5           | باشگاه ورزشی واشاش           |
| 14    | هافبک     | ایشتوان نادی         | ۱۴ آوریل ۱۹۳۹ (۲۷ سال)   | 19          | باشگاه فوتبال ام‌تی‌کی بوداپست |
| 15    | مهاجم     | دژو مولنار           | ۲ دسامبر ۱۹۳۹ (۲۶ سال)   | 1           | باشگاه ورزشی واشاش           |
| 16    | مهاجم     | لایوس تیشی           | ۲۱ مارس ۱۹۳۵ (۳۱ سال)    | 71          | باشگاه فوتبال بوداپست هونود  |
| 17    | مدافع     | گوستاو سپاشی         | ۱۷ ژوئیه ۱۹۳۹ (۲۶ سال)   | 2           | Tatabányai Bányász           |
| 18    | مدافع     | کالمان ایهاس         | ۶ مارس ۱۹۴۱ (۲۵ سال)     | 9           | باشگاه ورزشی واشاش           |
| 19    | مهاجم     | لایوش پوشکاش         | ۳ اوت ۱۹۴۴ (۲۱ سال)      | 2           | باشگاه ورزشی واشاش           |
| 20    | مهاجم     | آنتال نادی           | ۱۶ مه ۱۹۴۴ (۲۲ سال)      | 3           | باشگاه فوتبال بوداپست هونود  |
| 21    | دروازه‌بان | یوژف گلیی            | ۲۹ ژوئن ۱۹۳۸ (۲۸ سال)    | 7           | Tatabányai Bányász           |
| 22    | دروازه‌بان | ایشتوان گیتسی        | ۱۳ ژوئن ۱۹۴۴ (۲۲ سال)    | 2           | باشگاه فوتبال فرنتس‌واروش     |

### پرتغال
سرمربی:  اوتو گلوریا
| شماره | جایگاه    | بازیکن                 | تاریخ تولد/سن            | بازی‌های ملی | باشگاه                       |
| ----- | --------- | ---------------------- | ------------------------ | ----------- | ---------------------------- |
| 1     | دروازه‌بان | آمریکو لوپس            | ۶ مارس ۱۹۳۳ (۳۳ سال)     | 6           | باشگاه فوتبال پورتو          |
| 2     | دروازه‌بان | ژواکیم کاروالیو        | ۱۸ آوریل ۱۹۳۷ (۲۹ سال)   | 5           | باشگاه فوتبال اسپورتینگ      |
| 3     | دروازه‌بان | ژوزه پریرا             | ۱۵ سپتامبر ۱۹۳۱ (۳۴ سال) | 5           | باشگاه فوتبال بلننسس         |
| 4     | مدافع     | ویسنته لوکاس           | ۲۴ سپتامبر ۱۹۳۵ (۳۰ سال) | 16          | باشگاه فوتبال بلننسس         |
| 5     | مدافع     | گرمانو د فیگوئیردو     | ۱۸ ژانویه ۱۹۳۳ (۳۳ سال)  | 23          | باشگاه ورزشی بنفیکا          |
| 6     | هافبک     | فرناندو پرس            | ۸ ژانویه ۱۹۴۲ (۲۴ سال)   | 3           | باشگاه فوتبال اسپورتینگ      |
| 7     | مهاجم     | ارنستو فیگئیردو        | ۶ ژوئیه ۱۹۳۷ (۲۹ سال)    | 2           | باشگاه فوتبال اسپورتینگ      |
| 8     | مهاجم     | ژوآو لورنسو            | ۸ آوریل ۱۹۴۲ (۲۴ سال)    | 0           | باشگاه فوتبال اسپورتینگ      |
| 9     | هافبک     | ایلیاریو               | ۱۹ مارس ۱۹۳۹ (۲۷ سال)    | 18          | باشگاه فوتبال اسپورتینگ      |
| 10    | هافبک     | ماریو کولونا (کاپیتان) | ۶ اوت ۱۹۳۵ (۳۰ سال)      | 45          | باشگاه ورزشی بنفیکا          |
| 11    | هافبک     | آنتونیو سیموئز         | ۱۴ دسامبر ۱۹۴۳ (۲۲ سال)  | 20          | باشگاه ورزشی بنفیکا          |
| 12    | هافبک     | ژوزه آئوگوشتو          | ۱۳ آوریل ۱۹۳۷ (۲۹ سال)   | 29          | باشگاه ورزشی بنفیکا          |
| 13    | مهاجم     | اوزه‌بیو                | ۲۵ ژانویه ۱۹۴۲ (۲۴ سال)  | 26          | باشگاه ورزشی بنفیکا          |
| 14    | هافبک     | فرناندو کروز           | ۱۲ اوت ۱۹۴۰ (۲۵ سال)     | 10          | باشگاه ورزشی بنفیکا          |
| 15    | مهاجم     | مانوئل دوارت           | ۲۰ مه ۱۹۴۳ (۲۳ سال)      | 2           | باشگاه فوتبال لیتشوئس        |
| 16    | هافبک     | ژایمه گراسا            | ۱۰ ژانویه ۱۹۴۲ (۲۴ سال)  | 6           | باشگاه فوتبال ویتوریا ستوبال |
| 17    | مدافع     | ژوآو مورایس            | ۶ مارس ۱۹۳۵ (۳۱ سال)     | 2           | باشگاه فوتبال اسپورتینگ      |
| 18    | مهاجم     | ژوزه تورس              | ۸ سپتامبر ۱۹۳۸ (۲۷ سال)  | 18          | باشگاه ورزشی بنفیکا          |
| 19    | هافبک     | کوستودیو پینتو         | ۹ فوریه ۱۹۴۲ (۲۴ سال)    | 10          | باشگاه فوتبال پورتو          |
| 20    | مدافع     | الکساندر باپتیستا      | ۱۷ فوریه ۱۹۴۱ (۲۵ سال)   | 4           | باشگاه فوتبال اسپورتینگ      |
| 21    | مدافع     | ژوزه کارلوس            | ۲۲ سپتامبر ۱۹۴۱ (۲۴ سال) | 19          | باشگاه فوتبال اسپورتینگ      |
| 22    | مدافع     | آلبرتو فستا            | ۲۱ ژوئیه ۱۹۳۹ (۲۶ سال)   | 16          | باشگاه فوتبال پورتو          |

## گروه ۴

### شیلی
سرمربی: لوئیس آلاموس
| شماره | جایگاه    | بازیکن                | تاریخ تولد/سن            | بازی‌های ملی | باشگاه                             |
| ----- | --------- | --------------------- | ------------------------ | ----------- | ---------------------------------- |
| 1     | مهاجم     | پدرو آرایا تورو       | ۲۳ ژانویه ۱۹۴۲ (۲۴ سال)  | 20          | باشگاه فوتبال یونیورسیداد شیلی     |
| 2     | مدافع     | اوگو برلی             | ۳۱ دسامبر ۱۹۴۱ (۲۴ سال)  | 0           | باشگاه ورزشی آئوداکس ایتالیانو     |
| 3     | هافبک     | کارلوس کامپوس         | ۱۴ فوریه ۱۹۳۷ (۲۹ سال)   | 10          | باشگاه فوتبال یونیورسیداد شیلی     |
| 4     | هافبک     | اومبرتو کروس          | ۸ دسامبر ۱۹۳۹ (۲۶ سال)   | 16          | باشگاه فوتبال کولو-کولو            |
| 5     | مدافع     | اومبرتو دونوسو        | ۹ اکتبر ۱۹۳۸ (۲۷ سال)    | 14          | باشگاه فوتبال یونیورسیداد شیلی     |
| 6     | مدافع     | لوئیس ایساگیره        | ۲۲ ژوئن ۱۹۳۹ (۲۷ سال)    | 38          | باشگاه فوتبال یونیورسیداد شیلی     |
| 7     | مدافع     | الیاس فیگروئا         | ۲۵ اکتبر ۱۹۴۶ (۱۹ سال)   | 7           | Santiago Wanderers                 |
| 8     | مهاجم     | آلبرتو فویلیو         | ۲۲ نوامبر ۱۹۴۰ (۲۵ سال)  | 36          | باشگاه فوتبال یونیورسیداد کاتولیکا |
| 9     | دروازه‌بان | آدان گودوی            | ۲۶ نوامبر ۱۹۳۶ (۲۹ سال)  | 14          | باشگاه فوتبال یونیورسیداد کاتولیکا |
| 10    | هافبک     | روبرتو هوج            | ۳۰ ژوئیه ۱۹۴۴ (۲۱ سال)   | 9           | باشگاه فوتبال یونیورسیداد شیلی     |
| 11    | مهاجم     | هونورینو لاندا        | ۱ ژوئن ۱۹۴۲ (۲۴ سال)     | 23          | Green Cross Temuco                 |
| 12    | هافبک     | روبن مارکوس           | ۶ دسامبر ۱۹۴۲ (۲۳ سال)   | 17          | باشگاه فوتبال یونیورسیداد شیلی     |
| 13    | دروازه‌بان | خوان اولیوارس         | ۲۰ فوریه ۱۹۴۱ (۲۵ سال)   | 4           | Santiago Wanderers                 |
| 14    | هافبک     | ایگناسیو پریتو        | ۲۳ سپتامبر ۱۹۴۳ (۲۲ سال) | 15          | باشگاه فوتبال یونیورسیداد کاتولیکا |
| 15    | هافبک     | خامی رامیرز           | ۱۴ اوت ۱۹۳۱ (۳۴ سال)     | 46          | باشگاه فوتبال یونیورسیداد شیلی     |
| 16    | مهاجم     | اورلاندو رامیرس       | ۷ مه ۱۹۴۳ (۲۳ سال)       | 11          | باشگاه فوتبال یونیورسیداد شیلی     |
| 17    | هافبک     | لئونل سانچز (کاپیتان) | ۲۵ آوریل ۱۹۳۶ (۳۰ سال)   | 77          | باشگاه فوتبال یونیورسیداد شیلی     |
| 18    | هافبک     | آرماندو توبار         | ۷ ژوئن ۱۹۳۸ (۲۸ سال)     | 29          | باشگاه فوتبال یونیورسیداد کاتولیکا |
| 19    | مهاجم     | فرانسیسکو والدس       | ۱۹ مارس ۱۹۴۳ (۲۳ سال)    | 11          | باشگاه فوتبال کولو-کولو            |
| 20    | مدافع     | آلدو والنتینی         | ۲۵ نوامبر ۱۹۳۸ (۲۷ سال)  | 17          | باشگاه فوتبال کولو-کولو            |
| 21    | مدافع     | اوگو ویانوئوا         | ۹ آوریل ۱۹۳۹ (۲۷ سال)    | 15          | باشگاه فوتبال یونیورسیداد شیلی     |
| 22    | مهاجم     | گیرمو یاوار           | ۲۶ مارس ۱۹۴۳ (۲۳ سال)    | 11          | باشگاه فوتبال یونیورسیداد شیلی     |

### ایتالیا
سرمربی: ادموندو فابری
| شماره | جایگاه    | بازیکن                    | تاریخ تولد/سن            | بازی‌های ملی | باشگاه                    |
| ----- | --------- | ------------------------- | ------------------------ | ----------- | ------------------------- |
| 1     | دروازه‌بان | انریکو آلبرتوسی           | ۲ نوامبر ۱۹۳۹ (۲۶ سال)   | 10          | باشگاه فوتبال فیورنتینا   |
| 2     | دروازه‌بان | روبرتو آنزولین            | ۱۸ آوریل ۱۹۳۸ (۲۸ سال)   | 1           | باشگاه فوتبال یوونتوس     |
| 3     | هافبک     | پائولو باریسون            | ۲۳ ژوئن ۱۹۳۶ (۳۰ سال)    | 7           | باشگاه فوتبال آ.اس. رم    |
| 4     | هافبک     | جاکومو بولگارلی           | ۲۴ اکتبر ۱۹۴۰ (۲۵ سال)   | 24          | باشگاه فوتبال بولونیا     |
| 5     | مدافع     | تارچسیو بورنییک           | ۲۵ آوریل ۱۹۳۹ (۲۷ سال)   | 12          | باشگاه فوتبال اینتر میلان |
| 6     | مدافع     | جاچینتو فاکتی             | ۱۸ ژوئیه ۱۹۴۲ (۲۳ سال)   | 21          | باشگاه فوتبال اینتر میلان |
| 7     | هافبک     | رومانو فولیی              | ۲۱ ژانویه ۱۹۳۸ (۲۸ سال)  | 11          | باشگاه فوتبال بولونیا     |
| 8     | مدافع     | آریستیده گوارنری          | ۷ مارس ۱۹۳۸ (۲۸ سال)     | 12          | باشگاه فوتبال اینتر میلان |
| 9     | مدافع     | فرانچسکو یانیک            | ۲۷ مارس ۱۹۳۷ (۲۹ سال)    | 5           | باشگاه فوتبال بولونیا     |
| 10    | مهاجم     | آنتونیو جولیانو           | ۱ ژانویه ۱۹۴۳ (۲۳ سال)   | 1           | باشگاه فوتبال ناپولی      |
| 11    | مدافع     | سپارتاکو لاندینی          | ۳۱ ژانویه ۱۹۴۴ (۲۲ سال)  | 1           | باشگاه فوتبال اینتر میلان |
| 12    | هافبک     | جانفرانکو لئونچنی         | ۲۵ سپتامبر ۱۹۳۹ (۲۶ سال) | 1           | باشگاه فوتبال یوونتوس     |
| 13    | هافبک     | جووانی لودتی              | ۱۰ اوت ۱۹۴۲ (۲۳ سال)     | 12          | باشگاه فوتبال آ.ث. میلان  |
| 14    | مهاجم     | ساندرو مازولا             | ۸ نوامبر ۱۹۴۲ (۲۳ سال)   | 19          | باشگاه فوتبال اینتر میلان |
| 15    | مهاجم     | لویجی مرونی               | ۲۴ فوریه ۱۹۴۳ (۲۳ سال)   | 5           | باشگاه فوتبال تورینو      |
| 16    | مهاجم     | ازیو پاسکوتی              | ۱ ژوئن ۱۹۳۷ (۲۹ سال)     | 15          | باشگاه فوتبال بولونیا     |
| 17    | هافبک     | مارینو پرانی              | ۲۷ اکتبر ۱۹۳۹ (۲۶ سال)   | 2           | باشگاه فوتبال بولونیا     |
| 18    | دروازه‌بان | پیر لویجی پیزابالا        | ۱۴ سپتامبر ۱۹۳۹ (۲۶ سال) | 1           | باشگاه فوتبال آتالانتا    |
| 19    | مهاجم     | جانی ریورا                | ۱۸ اوت ۱۹۴۳ (۲۲ سال)     | 23          | باشگاه فوتبال آ.ث. میلان  |
| 20    | مهاجم     | فرانچسکو ریزو             | ۳۰ مه ۱۹۴۳ (۲۳ سال)      | 2           | باشگاه فوتبال کالیاری     |
| 21    | مدافع     | روبرتو روساتو             | ۱۸ اوت ۱۹۴۳ (۲۲ سال)     | 12          | باشگاه فوتبال تورینو      |
| 22    | مدافع     | ساندرو سالوادور (کاپیتان) | ۲۹ نوامبر ۱۹۳۹ (۲۶ سال)  | 27          | باشگاه فوتبال یوونتوس     |

### کره شمالی
سرمربی: میونگ ریه-هیون
| شماره | جایگاه    | بازیکن                       | تاریخ تولد/سن           | بازی‌های ملی | باشگاه                 |
| ----- | --------- | ---------------------------- | ----------------------- | ----------- | ---------------------- |
| 1     | دروازه‌بان | لی چان-میونگ                 | ۲ ژانویه ۱۹۴۷ (۱۹ سال)  | 0           | باشگاه ورزشی کیگوانچا  |
| 2     | مدافع     | پاک لی-سوپ                   | ۶ ژانویه ۱۹۴۴ (۲۲ سال)  | 0           | باشگاه ورزشی آمنوکگانگ |
| 3     | مدافع     | شین یونگ-کیو                 | ۳۰ مارس ۱۹۴۲ (۲۴ سال)   | 0           | باشگاه ورزشی مورانبونگ |
| 4     | هافبک     | کانگ بونگ-چیل                | ۷ نوامبر ۱۹۴۳ (۲۲ سال)  | 0           | باشگاه فوتبال ۲۵ آوریل |
| 5     | مدافع     | لیم زونگ-سون                 | ۱۶ ژوئیه ۱۹۴۳ (۲۲ سال)  | 0           | باشگاه ورزشی مورانبونگ |
| 6     | هافبک     | ایم شونگ-هوی                 | ۳ فوریه ۱۹۴۶ (۲۰ سال)   | 0           | باشگاه فوتبال ۲۵ آوریل |
| 7     | مهاجم     | پاک دو-ایک                   | ۱۷ مارس ۱۹۴۲ (۲۴ سال)   | 0           | باشگاه ورزشی مورانبونگ |
| 8     | مهاجم     | پاک سونگ-زین (کاپیتان)       | ۱۱ ژانویه ۱۹۴۱ (۲۵ سال) | 0           | باشگاه ورزشی مورانبونگ |
| 9     | دروازه‌بان | لی کون-هاک                   | ۷ ژوئیه ۱۹۴۰ (۲۶ سال)   | ?           | باشگاه ورزشی مورانبونگ |
| 10    | مهاجم     | کانگ ریونگ-وون               | ۲۵ آوریل ۱۹۴۲ (۲۴ سال)  | 0           | Rodongja               |
| 11    | هافبک     | هان بونگ-زین                 | ۲ سپتامبر ۱۹۴۵ (۲۰ سال) | 0           | باشگاه فوتبال ۲۵ آوریل |
| 12    | مهاجم     | کیم سونگ-ایل (بازیکن فوتبال) | ۲ سپتامبر ۱۹۴۵ (۲۰ سال) | 0           | باشگاه ورزشی مورانبونگ |
| 13    | مدافع     | اوه یون-کیونگ                | ۶ اوت ۱۹۴۱ (۲۴ سال)     | 0           | 8 August               |
| 14    | مدافع     | ها یونگ-وون                  | ۲۰ آوریل ۱۹۴۲ (۲۴ سال)  | 0           | 8 August               |
| 15    | مهاجم     | یانگ سونگ-گوک                | ۱۹ اوت ۱۹۴۴ (۲۱ سال)    | 0           | باشگاه ورزشی کیگوانچا  |
| 16    | هافبک     | لی دونگ-وون                  | ۴ ژوئیه ۱۹۴۵ (۲۱ سال)   | 0           | Rodongja               |
| 17    | هافبک     | کیم بونگ-هوان                | ۴ ژوئیه ۱۹۳۹ (۲۷ سال)   | 0           | باشگاه ورزشی کیگوانچا  |
| 18    | هافبک     | که سونگ-وون                  | ۲۶ دسامبر ۱۹۴۳ (۲۲ سال) | ?           | Rodongja               |
| 19    | مدافع     | کیم یونگ-کیل                 | ۲۹ ژانویه ۱۹۴۴ (۲۲ سال) | ?           | Rodongja               |
| 20    | مدافع     | ریو چانگ-کیل                 | ۵ نوامبر ۱۹۴۰ (۲۵ سال)  | ?           | باشگاه ورزشی کیگوانچا  |
| 21    | هافبک     | آن سه-بوک                    | ۲۹ اکتبر ۱۹۴۶ (۱۹ سال)  | 0           | باشگاه ورزشی آمنوکگانگ |
| 22    | مهاجم     | لی چی-آن                     | ۷ ژوئیه ۱۹۴۵ (۲۱ سال)   | ?           | باشگاه فوتبال ۲۵ آوریل |

- منبع: فیفا[۱]
- Note: تا تاریخ ۲۰۰۲, only seven players of North Korean team are surviving.[۲] See: The Game of Their Lives

### شوروی
سرمربی: نیکولای پتروویچ موروزوف
| شماره | جایگاه    | بازیکن                       | تاریخ تولد/سن            | بازی‌های ملی | باشگاه                            |
| ----- | --------- | ---------------------------- | ------------------------ | ----------- | --------------------------------- |
| 1     | دروازه‌بان | لو یاشین                     | ۲۲ اکتبر ۱۹۲۹ (۳۶ سال)   | 63          | باشگاه فوتبال دینامو مسکو         |
| 2     | مهاجم     | ویکتور سربریانیکوف           | ۲۹ مارس ۱۹۴۰ (۲۶ سال)    | 7           | باشگاه فوتبال دینامو کی‌یف         |
| 3     | مدافع     | لئونید آلفونسوویچ اوستروفسکی | ۱۷ ژانویه ۱۹۳۶ (۳۰ سال)  | 7           | باشگاه فوتبال دینامو کی‌یف         |
| 4     | مدافع     | ولادیمیر پونوماریوف          | ۱۸ فوریه ۱۹۴۰ (۲۶ سال)   | 16          | باشگاه فوتبال زسکا مسکو           |
| 5     | هافبک     | والنتین آفونین               | ۲۲ دسامبر ۱۹۳۹ (۲۶ سال)  | 10          | باشگاه فوتبال زسکا روستوف-نا-دونو |
| 6     | مدافع     | آلبرت شسترنیوف (کاپیتان)     | ۲۰ ژوئن ۱۹۴۱ (۲۵ سال)    | 28          | باشگاه فوتبال زسکا مسکو           |
| 7     | هافبک     | مورتاز خورتسیلاوا            | ۵ ژانویه ۱۹۴۳ (۲۳ سال)   | 5           | باشگاه فوتبال دینامو تفلیس        |
| 8     | هافبک     | یوژف سابو                    | ۲۹ فوریه ۱۹۴۰ (۲۶ سال)   | 10          | باشگاه فوتبال دینامو کی‌یف         |
| 9     | مدافع     | ویکتور گتمانوف               | ۴ مه ۱۹۴۰ (۲۶ سال)       | 5           | باشگاه فوتبال زسکا روستوف-نا-دونو |
| 10    | مدافع     | واسیلی دانیلوف               | ۱۳ مه ۱۹۴۱ (۲۵ سال)      | 13          | باشگاه فوتبال زنیت سن پترزبورگ    |
| 11    | هافبک     | ایگور چیلنسکو                | ۴ ژانویه ۱۹۳۹ (۲۷ سال)   | 26          | باشگاه فوتبال دینامو مسکو         |
| 12    | هافبک     | والری ورونین                 | ۱۷ ژوئیه ۱۹۳۹ (۲۶ سال)   | 46          | باشگاه فوتبال تورپدو مسکو         |
| 13    | مدافع     | آلکسی کورنیف                 | ۶ فوریه ۱۹۳۹ (۲۷ سال)    | 4           | باشگاه فوتبال اسپارتاک مسکو       |
| 14    | هافبک     | گئورگی سیچیناوا              | ۱۵ سپتامبر ۱۹۴۴ (۲۱ سال) | 5           | باشگاه فوتبال دینامو تفلیس        |
| 15    | مهاجم     | گالیمزیان خوساینوف           | ۲۷ ژوئن ۱۹۳۷ (۲۹ سال)    | 26          | باشگاه فوتبال اسپارتاک مسکو       |
| 16    | مهاجم     | سلاوا مترولی                 | ۳۰ مه ۱۹۳۶ (۳۰ سال)      | 42          | باشگاه فوتبال دینامو تفلیس        |
| 17    | مهاجم     | والری پرکویان                | ۴ اکتبر ۱۹۴۴ (۲۱ سال)    | 0           | باشگاه فوتبال دینامو کی‌یف         |
| 18    | مهاجم     | آناتولی بانیشفسکی            | ۲۳ فوریه ۱۹۴۶ (۲۰ سال)   | 13          | باشگاه فوتبال نفتچی باکو          |
| 19    | مهاجم     | ادوارد مالوفیف               | ۲ ژوئن ۱۹۴۲ (۲۴ سال)     | 15          | باشگاه فوتبال دینامو مینسک        |
| 20    | مهاجم     | ادوارد مارکاروف              | ۲۰ ژوئن ۱۹۴۲ (۲۴ سال)    | 1           | باشگاه فوتبال نفتچی باکو          |
| 21    | دروازه‌بان | آنزور کاوازاشویلی            | ۱۹ ژوئیه ۱۹۴۰ (۲۵ سال)   | 9           | باشگاه فوتبال تورپدو مسکو         |
| 22    | دروازه‌بان | ویکتور بانیکوف               | ۲۸ آوریل ۱۹۳۸ (۲۸ سال)   | 7           | باشگاه فوتبال دینامو کی‌یف         |